# Araneus bilunifer
Araneus bilunifer är en spindelart som beskrevs av Pocock 1900. Araneus bilunifer ingår i släktet Araneus och familjen hjulspindlar. Inga underarter finns listade i Catalogue of Life.